# Lernu!

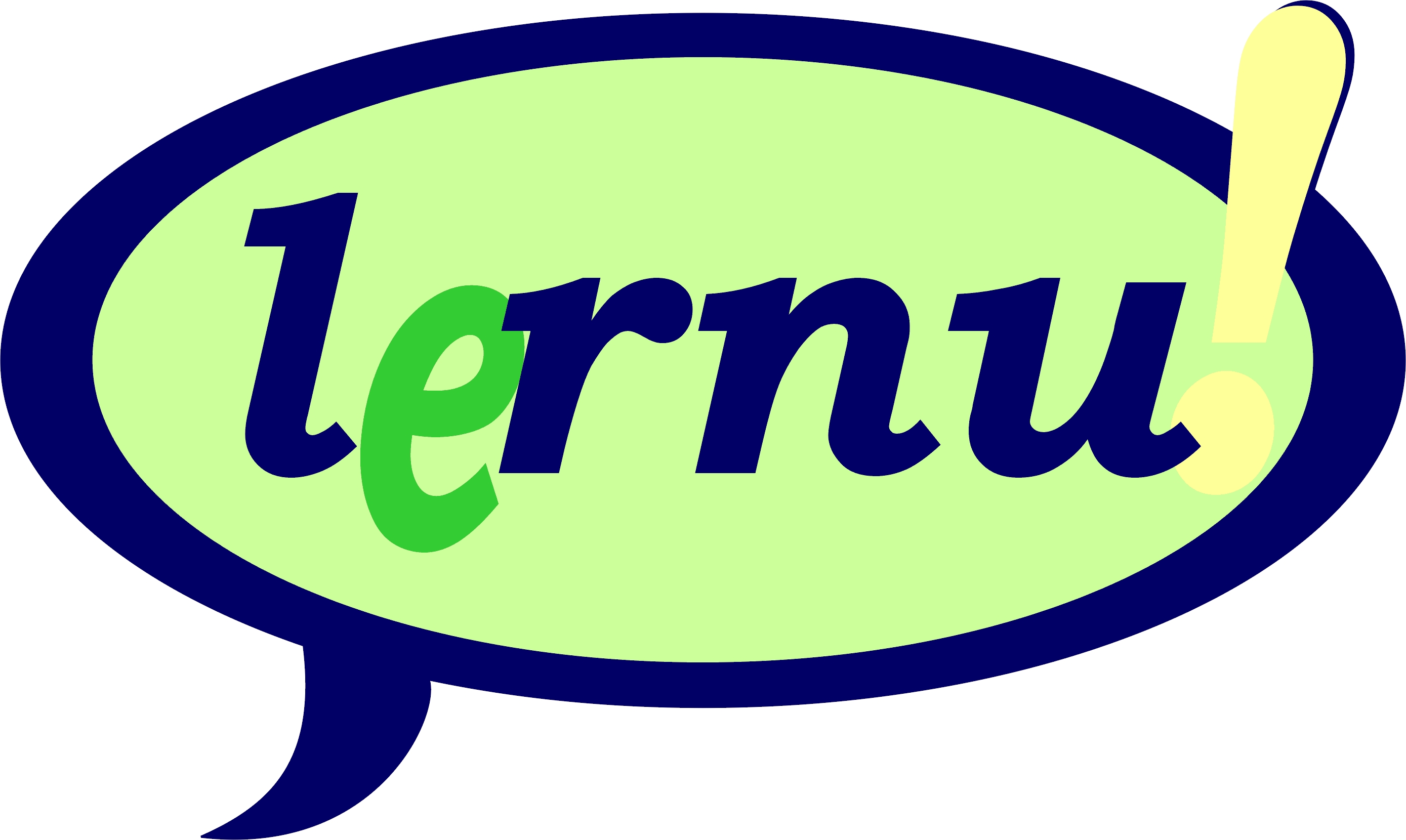
Het Lernu!-logo.

Lernu! is een op 21 december 2002 gelanceerde website die gratis meertalige cursussen aanbiedt om Esperanto online te leren. Zo kunnen onder andere mensen die bijvoorbeeld het Duits, Engels, Frans, Hebreeuws, Mandarijn-Chinees, Nederlands, Russisch of Tsjechisch machtig zijn, vanuit hun eigen taal het Esperanto leren. Taalassistenten kijken de opdrachten met de hand na en beantwoorden ook alle vragen die met de taal te maken hebben.
De website heeft cursussen met verschillende moeilijkheidsgraden, met onder andere idioom- en grammaticaopdrachten. Ook beschikt de site over een woordenboek. Hiermee kunnen woorden van de taal van de student of van een andere taal in het Esperanto vertaald worden en andersom. 
Het woord lernu is Esperanto voor "leer!" (gebiedende wijs). Beheerder van lernu is E@I.
De website bevat ook Esperantoboeken en Esperantomuziek. Voor geregistreerde gebruikers biedt de site een e-mailadres, een IM-service, spelletjes, forums en informatie over de komende Esperantoconferenties.